# Tarrocanus capra
Tarrocanus capra là một loài nhện trong họ Thomisidae.
Loài này thuộc chi Tarrocanus. Tarrocanus capra được Eugène Simon miêu tả năm 1895.